# Shi Qinglan
Shi Qinglan (nome original: 史 庆兰; Dali, 6 de janeiro de 1986) é uma ciclista olímpica chinesa. Qinglan representou o seu país durante os Jogos Olímpicos de Verão de 2012 na prova de cross-country, na Hadleigh Farm, em Londres.